# Robert Georgi

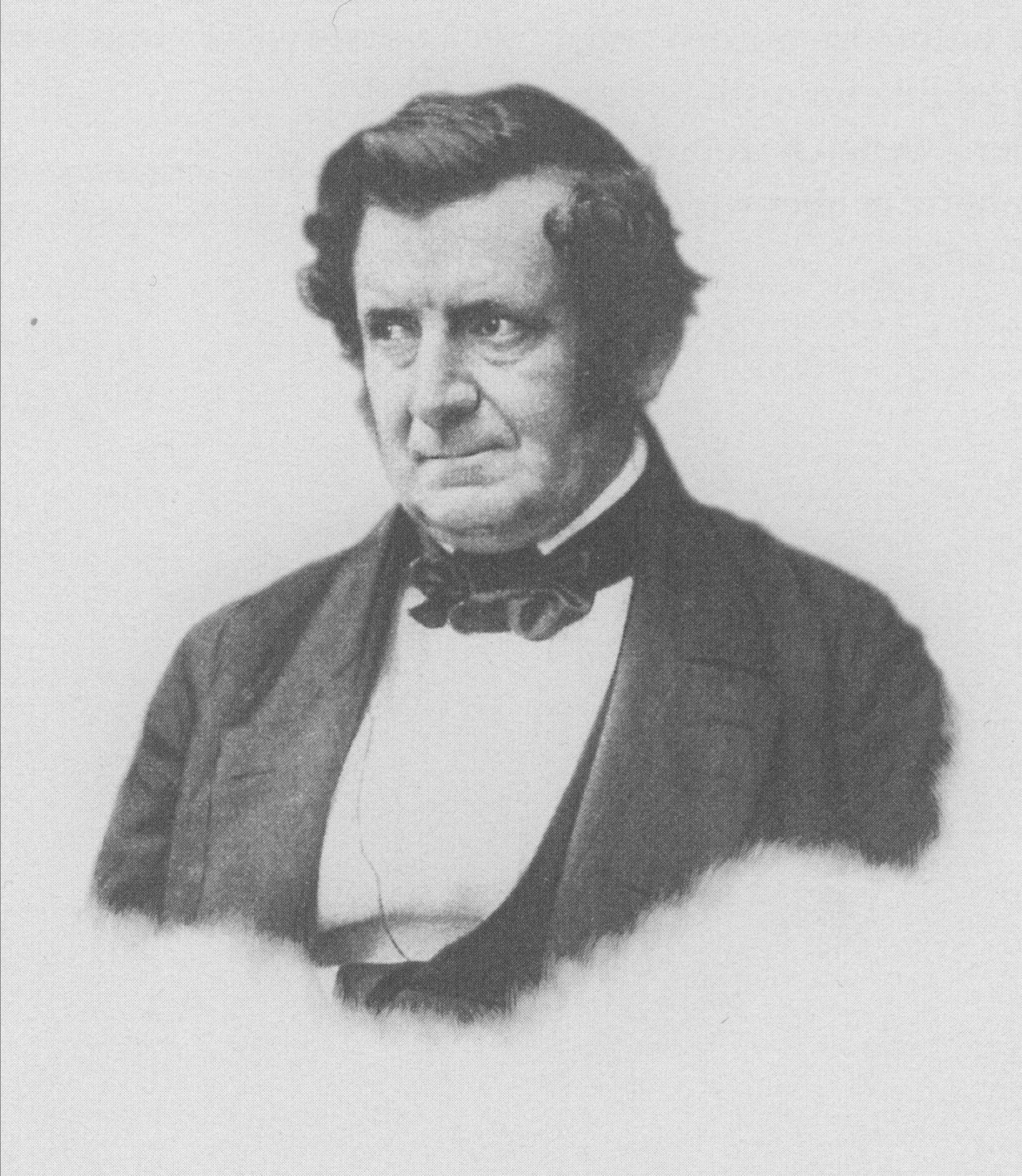
Robert Georgi (1802–1869)

Robert Georgi (* 11. November 1802 in Dresden; † 13. November 1869 in Mylau) war ein deutscher Unternehmer und Politiker. Er war Mitglied beider Kammern des Sächsischen Landtags, Präsident der I. Kammer und sächsischer Finanzminister.

## Leben und Wirken
Der Sohn des sächsischen Kriegsrats Christian Friedrich Georgi (1769–1825) und dessen Ehefrau Wilhelmine Elisabeth geb. Bassenge begann nach abgeschlossener Schulausbildung eine Lehre im Leipziger Handelshaus Thierrot und Bassenge, zu dessen Inhabern verwandtschaftliche Verbindungen bestand. Durch einen Kollegen erhielt er Kontakt zu dem Mylauer Unternehmer und Bankier Christian Gotthelf Brückner (1769–1834), der die erste vogtländische Baumwollspinnerei erbaut hatte und besaß. Zunächst wurde er als kaufmännischer Angestellter in das Unternehmen aufgenommen. Nach der Heirat mit Brückners Tochter Emilie (1801–1879) stieg er 1829 gemeinsam mit seinem Schwager August Gotthelf Brückner als Teilhaber in die Unternehmensführung ein.
Aufgrund seiner Verflechtungen in die vogtländische Unternehmerschaft erlangte er erstmals für den Landtag der Jahre 1839/40 ein Mandat als Vertreter des Handels- und Fabrikstands in der II. Kammer des Sächsischen Landtags, wo er sich während des Vormärzes im liberalen Lager profilierte. Sein Zeitgenosse Bernhard Hirschel bezeichnete ihn als Führer des Juste Milieu, das zwischen den liberalen und konservativen Lagern stand.
Nachdem aufgrund der Märzunruhen die sächsische Regierung unter Julius von Könneritz am 13. März 1848 zurücktrat, wurde vom sächsischen König ein neues Kabinett unter Führung von Karl Braun berufen, dem Georgi als Finanzminister angehörte. Sein Mandat in der II. Kammer legte er nieder. Dem Wahlerfolg der Demokraten im Dezember 1848 aufgrund der Liberalisierung des Wahlrechts versuchte die liberale Regierung zu trotzen, musste jedoch Ende Februar 1849 zurücktreten, nachdem sich eine Zusammenarbeit mit dem Landtag als nicht möglich erwiesen hatte.
Bei den Landtagswahlen im Herbst 1849 wurde er in die I. Kammer gewählt, wo er sogleich das Amt des Kammerpräsidenten bekam. Dieses auch als Widerstandslandtag bezeichnete Parlament wurde bereits Anfang Juni 1850 von der sächsischen Staatsführung aufgelöst und die Wahlreformen von 1848 wieder aufgehoben. Die Regierung unter Ferdinand Zschinsky rief den restituierten vormärzlichen Landtag wieder ein, in dem Georgi seinen ihm zustehenden Sitz allerdings nicht einnahm. Anders als Franz Xaver Rewitzer und Hermann Joseph wurde ihm das passive Wahlrecht in der Folge nicht entzogen. In den Landtagen von 1851/52 bis 1863/64 nahm er in der II. Kammer ein Mandat als Vertreter des 5. Wahlkreises des Handels und der Industrie wieder wahr. Nach dem Rückzug aus der Politik schied er 1865 auch aus seinem Unternehmen aus, das er an seinen Sohn Arthur Georgi (1843–1900), später ebenfalls Landtagsabgeordneter, übertrug.
Sein Sohn Otto Georgi (1831–1918) war ein nationalliberaler Politiker. Er war im Laufe seiner Karriere u. a. Oberbürgermeister von Leipzig, Abgeordneter des Sächsischen Landtags und Mitglied des Reichstags.